# Waldbühne Ahmsen

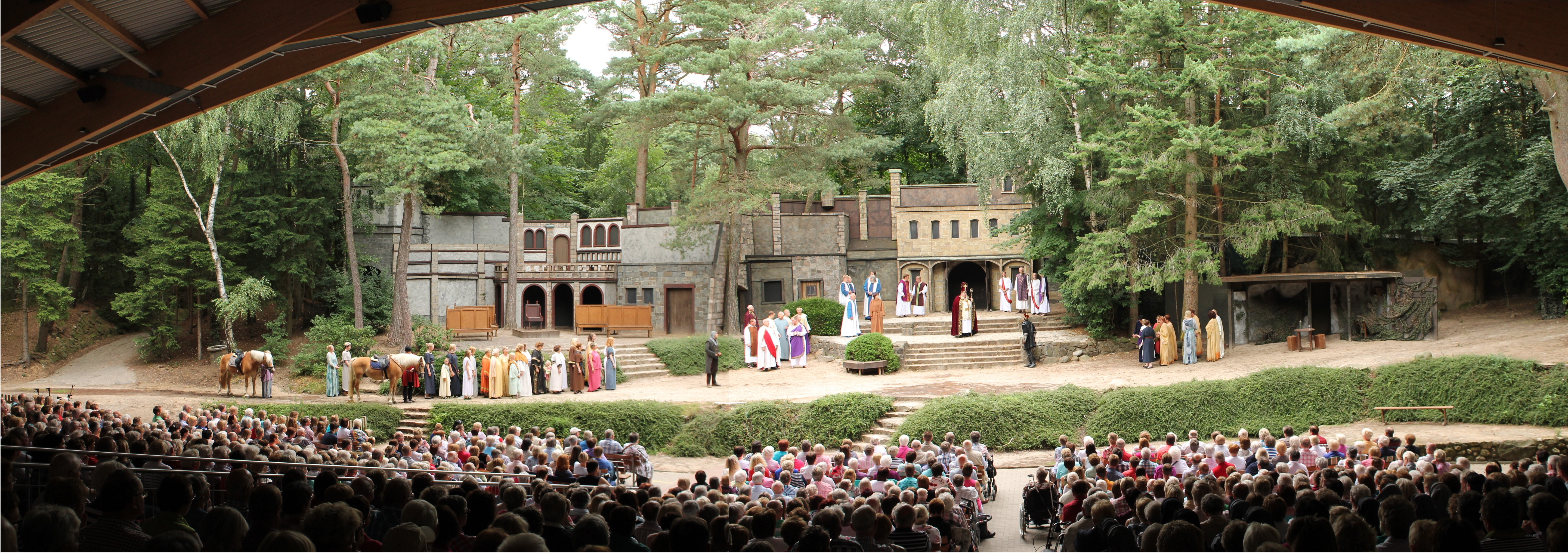
Blick auf die Bühne

Die Waldbühne Ahmsen, eine Freilichtbühne in der niedersächsischen Gemeinde Lähden, führt seit dem Jahr 1949 Laienspiel mit christlichem Inhalt auf.
Einer der Gründer der Bühne war Pater Ewald Schürmann, der viele Jahre auch Vorsitzender der Bühne war. Seit 1993 leitet Josef Meyer die Geschicke der Waldbühne Ahmsen.
Seit dem Jahr 1964 wird dort auch Kindertheater gespielt. Sie ist die besucherstärkste, nicht professionelle Freilichtbühne in Norddeutschland mit dem Rekordbesuch von 63.000 Zuschauern in der Sommerspielzeit 2008. 300 Mitglieder vor und hinter den Kulissen sorgen in ihrer Freizeit dafür, dass alles reibungslos abläuft.
Für 1,5 Millionen Euro wurde in Ahmsen 2007 eine neue Zuschauertribüne errichtet und am 9. Juni des Jahres bei einer Aufführung des Jedermann von Hugo von Hofmannsthal eingeweiht. Die Waldbühne Ahmsen bietet seither ca. 2.000 Zuschauern Platz, darunter befinden sich auch siebzig spezielle behindertengerechte Sitzplätze. Alle Zuschauerplätze sind überdacht. In den letzten Jahren wurde der gesamte Eingangsbereich mit dem Kassenhaus und der Gastronomie erneuert und eine neue Toilettenanlage gebaut. 2019 und 2020 wurden die Umkleideräume der Spieler und das Spielerheim renoviert.
Die Spielzeit erstreckt sich jeweils von Mai bis Anfang September. Neben den eigenen Inszenierungen finden auch viele Gastveranstaltungen auf der Bühne statt. Zu sehen sind Oldieabende, Musicals, Opern, Rockkonzerte, aber auch Schlager- und Volksmusikabende.
2020 und 2021 fielen zum ersten Mal in der Geschichte der Waldbühne die Aufführungen aus. Beide Spielzeiten mussten aufgrund der Corona-Pandemie abgesagt werden.
2023 bestand die Waldbühne Ahmsen 75 Jahre. 2024/2025 entsteht eine neue Kostüm- und Requisitenhalle, da der bisherige Platz nicht ausreicht und nicht mehr den gestiegenen Anforderungen entspricht.
2025 steht in Ahmsen das Singspiel "Im Weissen Rössl", frei nach dem Lustspiel von Blumenthal und Kadelburg von Hans Müller und Eric Charell, auf dem Spielplan. Als Familienmusical zeigt die Waldbühne "Shrek" nach dem DreamWorks-Animationsfilm und dem Buch von William Steig. Gastveranstaltungen wie die "Oldienacht", die "Musicalnight", die "Schlagernacht" und "Just Tina - Turner Tribute Show" vervollständigen das Programm.

## Aufführungen seit 1949

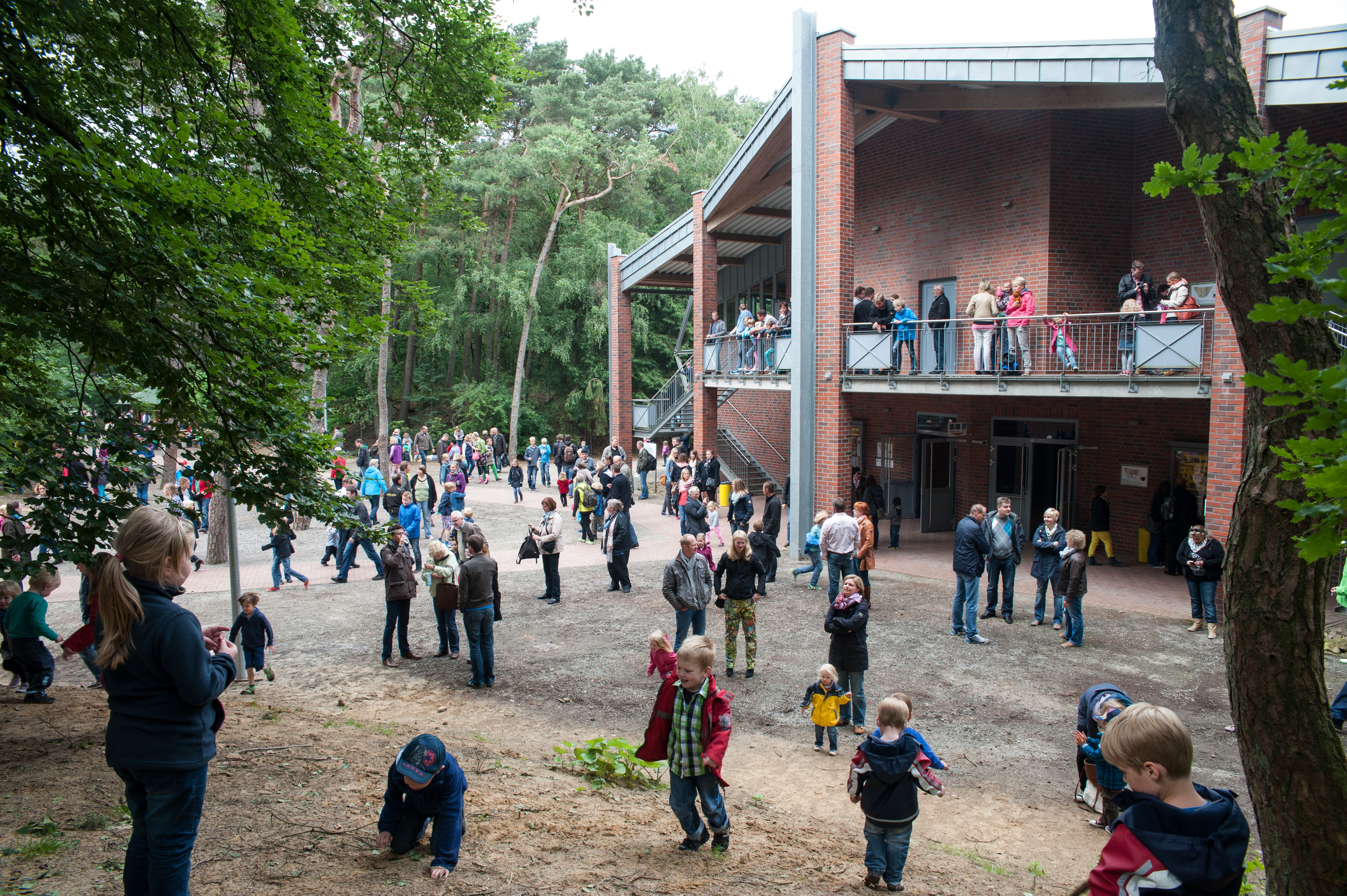
Eingangsbereich des Zuschauerraumes

| Jahr          | Autor                                        | Titel                                        | Auff. | Inszenierung     | Besucher |
| 1949          | E. Eckert                                    | Der verlorene Sohn                           | 9     | Anton Funke      | 9.000    |
| 1950          | Wieser                                       | Josef und seine Brüder                       | 12    | Anton Funke      | 12.500   |
| 1951          | E. Eckert                                    | Elisabeth von der Wartburg                   | 18    | Anton Funke      | 25.000   |
| 1952          | E. Eckert                                    | Das Heil der Welt                            | 20    | Anton Funke      | 11.500   |
| 1953          | Wanner                                       | Der Bettler vor dem Kreuz                    | 13    | Anton Funke      | 14.500   |
| 1954          | Wanner                                       | Der Baumeister Gottes                        | 18    | Anton Funke      | 9.500    |
| 1955          | Lippl                                        | Die Pfingstorgel                             | 14    | Anton Funke      | 12.000   |
| 1956          | Grillparzer                                  | Wehe dem, der lügt                           | 14    | Anton Funke      | 10.500   |
| 1957          | J. Domine                                    | Die heilige Hedwig                           | 16    | Anton Funke      | 15.000   |
| 1958          | J. Domine                                    | Ein Lourdes-Spiel                            | 16    | Anton Funke      | 17.000   |
| 1959          | E. Eckert                                    | Der verlorene Sohn                           | 15    | Anton Funke      | 13.000   |
| 1960          | Zipperer                                     | Der Geiger von Gmünd                         | 15    | Anton Funke      | 13.000   |
| 1961          | Wanner                                       | Der Wunschkönig                              | 13    | Anton Funke      | 12.000   |
| 1962          | Dr. Faust                                    | Elmar                                        | 16    | Anton Funke      | 14.000   |
| 1963          | J. Domine                                    | Um die Krone des Emslandes                   | 14    | Anton Funke      | 13.000   |
| 1964          | J. Domine                                    | Dienende Liebe                               | 5     | Anton Funke      | 5.700    |
| 1964          | G.v. Kaulla                                  | Schneewittchen                               | 6     | Anton Funke      | 6.300    |
| 1965          | J. Domine                                    | Der Speer Gottes                             | 11    | Anton Funke      | 9.000    |
| 1965          | G.v. Kaulla                                  | Dornröschen                                  | 5     | Anton Funke      | 5.000    |
| 1966          | J. Domine                                    | Die Macht der Liebe                          | 12    | Anton Funke      | 10.000   |
| 1966          | Er. Ebert                                    | Tischlein deck dich                          | 5     | Anton Funke      | 6.000    |
| 1967          | J. Domine                                    | Die hl. Hedwig                               | 8     | Anton Funke      | 7.500    |
| 1967          | Römer                                        | Das tapfere Schneiderlein                    | 6     | Anton Funke      | 5.000    |
| 1968          | Gruber                                       | Elisabeth von der Wartburg                   | 9     | Anton Funke      | 9.000    |
| 1968          | G. v. Kaulla                                 | Aschenputtel                                 | 5     | Anton Funke      | 4.000    |
| 1969          | H. Neumann                                   | Der Sachsen letzte Priesterin                | 12    | Anton Funke      | 11.000   |
| 1970          | Lippl                                        | Die Pfingstorgel                             | 9     | Anton Funke      | 6.000    |
| 1970          | F. Bauer                                     | Hans im Glück                                | 5     | Anton Funke      | 4.000    |
| 1971          | J. Domine                                    | Kreuz gegen Kreuz                            | 10    | Anton Funke      | 10.000   |
| 1971          | G. v. Kaulla                                 | Rumpelstilzchen                              | 6     | Anton Funke      | 5.500    |
| 1972          | Gruber                                       | Um Brot und Gerechtigkeit                    | 8     | Anton Funke      | 4.000    |
| 1972          | Menschik                                     | Das Königskrönlein                           | 6     | Anton Funke      | 3.000    |
| 1973          | J. Duparc                                    | Frau Pilatus                                 | 7     | Anton Funke      | 5.000    |
| 1973          | Menschik                                     | Die Bremer Stadtmusikanten                   | 6     | Anton Funke      | 6.500    |
| 1974          | J. Domine                                    | Herodes                                      | 9     | Anton Funke      | 4.600    |
| 1974          | Menschik                                     | Hänsel und Gretel                            | 6     | Anton Funke      | 3.400    |
| 1975          | E. Schürmann                                 | Der Lumpensammler von Tokio                  | 8     | Anton Funke      | 6.500    |
| 1975          | G.v. Kaulla                                  | Schneewittchen                               | 7     | Anton Funke      | 5.500    |
| 1976          | E. Schürmann                                 | Narr oder Heiliger                           | 8     | Anton Funke      | 6.000    |
| 1976          | Preußler                                     | Neues vom Räuber Hotzenplotz                 | 8     | Anton Funke      | 8.000    |
| 1977          | Rendel                                       | Der Pfarrer von Ars                          | 9     | Dr. H. Wildhagen | 7.500    |
| 1977          | Preußler                                     | Der Räuber Hotzenplotz                       | 11    | Dr. H. Wildhagen | 8.000    |
| 1978          | J. Domine                                    | Ein Lourdes-Spiel                            | 8     | Dr. H. Wildhagen | 11.000   |
| 1978          | Fr. Forster                                  | Robinson soll nicht sterben                  | 6     | Dr. H. Wildhagen | 4.000    |
| 1979          | J. Domine                                    | Notburga                                     | 8     | Dr. H. Wildhagen | 6.500    |
| 1979          | E. Ebert                                     | Tischlein deck dich                          | 9     | Dr. H. Wildhagen | 5.500    |
| 1980          | J. Domine                                    | Der Speer Gottes                             | 8     | Dr. H. Wildhagen | 6.500    |
| 1980          | M. Gscheidel                                 | Dornröschen                                  | 7     | M. Möring        | 6.000    |
| 1981          | Gruber                                       | Elisabeth von Thüringen                      | 8     | Dr. H. Wildhagen | 6.500    |
| 1981          | M. Möring                                    | Der gestiefelte Kater                        | 7     | M. Möring        | 6.000    |
| 1982          | E. Eckert                                    | Der verlorene Sohn                           | 8     | Kurt Frost       | 6.500    |
| 1982          | F. Bauer                                     | Hans im Glück                                | 6     | M. Möring        | 5.000    |
| 1983          | B. Kölmel                                    | Josef von Ägypten                            | 8     | B. Aalken        | 6.000    |
| 1983          | G.v. Kaulla                                  | Aschenputtel                                 | 8     | M. Möring        | 6.000    |
| 1984          | J. Domine                                    | Die Rache der Kaiserin                       | 8     | B. Aalken        | 7.000    |
| 1984          | M. Möring                                    | Die Bremer Stadtmusikanten                   | 11    | M. Möring        | 10.000   |
| 1985          | Pfr. W. Gruber                               | Die große Not                                | 8     | B. Aalken        | 6.200    |
| 1985          | M. Möring                                    | Rumpelstilzchen                              | 10    | M. Möring        | 7.700    |
| 1986          | J. Domine                                    | Kreuz gegen Kreuz                            | 12    | B. Aalken        | 18.100   |
| 1986          | M. Möring                                    | Der Wolf und die 7 Geißlein                  | 10    | M. Möring        | 12.000   |
| 1987          | H. Zerkaulen                                 | Hexenwahn                                    | 11    | B. Aalken        | 4.900    |
| 1987          | B. Aalken                                    | Schneewittchen                               | 13    | M. Möring        | 15.000   |
| 1988          | Pfr. W. Gruber                               | Um Brot und Gerechtigkeit                    | 12    | B. Aalken        | 6.200    |
| 1988          | M. Möring                                    | Tischlein deck dich                          | 11    | M. Möring        | 11.000   |
| 1989          | G. Guareschi                                 | Don Camillo und Peppone                      | 10    | B. Aalken        | 10.000   |
| 1989          | A. Lindgren                                  | Pippi Langstrumpf                            | 10    | M. Möring        | 18.000   |
| 1990          | B. Aalken                                    | Die Passion                                  | 12    | B. Aalken        | 10.000   |
| 1990          | W. Hauff                                     | Der kleine Muck                              | 10    | W. Edelmann      | 10.000   |
| 1991          | H.v. Hofmannsthal                            | Jedermann                                    | 11    | B. Aalken        | 7.300    |
| 1991          | O. Preußler                                  | Die kleine Hexe                              | 11    | W. Edelmann      | 14.000   |
| 1992          | B. Aalken                                    | Adolf Kolping                                | 11    | B. Aalken        | 8.000    |
| 1992          | W. Bonsels                                   | Die Biene Maja und ihre Abenteuer            | 11    | W. Edelmann      | 12.000   |
| 1993          | S. Aleichem                                  | Anatevka                                     | 12    | B. Aalken        | 9.000    |
| 1993          | A. Lindgren                                  | Ronja Räubertochter                          | 12    | W. Edelmann      | 16.000   |
| 1994          | C.de la Barca                                | Der Richter von Zalamea                      | 7     | B. Aalken        | 4.000    |
| 1994          | S. Aleichem                                  | Anatevka                                     | 5     | B. Aalken        | 3.000    |
| 1994          | G. M. Scheidl                                | Das kunterbunte Königreich                   | 13    | W. Edelmann      | 11.000   |
| 1995          | J. Domine                                    | Lourdes                                      | 12    | Hans-Peter Renz  | 18.300   |
| 1995          | M. Ende                                      | Jim Knopf und Lukas der Lokomotivführer      | 15    | W. Edelmann      | 22.000   |
| 1996          | J. Domine                                    | Kreuz gegen Kreuz                            | 13    | B. Aalken        | 9.200    |
| 1996          | W. Edelmann                                  | Die Schöne und das Biest                     | 14    | W. Edelmann      | 18.700   |
| 1997          | F. Dürrenmatt                                | Der Besuch der Alten Dame                    | 12    | B. Aalken        | 8.300    |
| 1997          | W. Edelmann                                  | Pinocchio                                    | 14    | W. Edelmann      | 21.000   |
| 1998          | B. Aalken                                    | MOSES Die 10 Gebote                          | 13    | B. Aalken        | 15.000   |
| 1998          | W. Edelmann                                  | Aladin                                       | 15    | W. Edelmann      | 18.000   |
| 1999          | K. Wittlinger                                | Quo Vadis                                    | 12    | B. Aalken        | 10.400   |
| 1999          | W. Edelmann                                  | Arielle die kleine Meerjungfrau              | 15    | W. Edelmann      | 24.200   |
| 2000          | B. Aalken                                    | Die Passion                                  | 12    | B. Aalken        | 15.800   |
| 2000          | W. Edelmann                                  | Simba – König der Löwen                      | 16    | W. Edelmann      | 21.500   |
| 2001          | Victor Hugo                                  | Der Glöckner von Notre-Dame                  | 12    | B. Aalken        | 13.500   |
| 2001          | W. Edelmann                                  | Cinderella                                   | 16    | W. Edelmann      | 19.200   |
| 2002          | Oystein Wiik/Gisle Kverndokk                 | Vincent van Gogh                             | 13    | B. Aalken        | 9.900    |
| 2002          | Astrid Lindgren                              | Pippi Langstrumpf                            | 19    | W. Edelmann      | 34.400   |
| 2003          | B. Aalken                                    | Johanna von Orléans                          | 13    | B. Aalken        | 15.400   |
| 2003          | Sven Nordqvist                               | Pettersson und Findus                        | 18    | W. Edelmann      | 28.300   |
| 2004          | S. Aleichem                                  | Anatevka                                     | 13    | B. Aalken        | 17.724   |
| 2004          | O. Preußler                                  | Die kleine Hexe                              | 19    | W. Edelmann      | 26.272   |
| 2005          | B. Aalken                                    | Joseph                                       | 13    | B. Aalken        | 20.193   |
| 2005          | Astrid Lindgren                              | Michel aus Lönneberga                        | 19    | W. Edelmann      | 36.910   |
| 2006          | B. Aalken                                    | Ben Hur                                      | 14    | B. Aalken        | 17.745   |
| 2006          | M. Ende                                      | Jim Knopf und Lukas der Lokomotivführer      | 18    | W. Edelmann      | 22.608   |
| 2007          | H.v. Hofmannsthal                            | Jedermann                                    | 13    | B. Aalken        | 17.549   |
| 2007          | Runer Jonsson                                | Wickie und die starken Männer                | 19    | W. Edelmann      | 29.363   |
| 2008          | B. Aalken                                    | Lourdes                                      | 14    | B. Aalken        | 28.840   |
| 2008          | Astrid Lindgren                              | Pippi in Taka-Tuka-Land                      | 19    | W. Edelmann      | 33.720   |
| 2009          | Victor Hugo                                  | Les Misérables                               | 14    | B. Aalken        | 16.746   |
| 2009          | W. Bonsels                                   | Die Biene Maja und ihre Abenteuer            | 18    | W. Edelmann      | 21.824   |
| 2010          | B. Aalken                                    | Passion                                      | 14    | B. Aalken        | 19.104   |
| 2010          | W. Edelmann                                  | Dschungelbuch                                | 19    | W. Edelmann      | 24.302   |
| 2011          | F. Dürrenmatt                                | Der Besuch der Alten Dame                    | 14    | B. Aalken        | 11.892   |
| 2011          | A. Lindgren                                  | Ronja Räubertochter                          | 16    | W. Edelmann      | 18.340   |
| 2012          | B. Aalken                                    | Elisabeth -Engel der Armen                   | 15    | B. Aalken        | 21.503   |
| 2012          | W.Edelmann                                   | Schneewittchen und die 7 Zwerge              | 16    | W. Edelmann      | 18.985   |
| 2013          | Donna W. Cross/ Susanne Felicitas Wolf       | Die Päpstin                                  | 15    | B. Aalken        | 23.884   |
| 2013          | Sven Nordqvist                               | Pettersson, Findus und die Hühner            | 16    | W. Edelmann      | 20.690   |
| 2014          |                                              | MOSES Die 10 Gebote                          | 14    | B. Aalken        | 18.397   |
| 2014          | Astrid Lindgren                              | Michel aus Lönneberga                        | 18    | W. Edelmann      | 29.648   |
| 2015          | Victor Hugo                                  | Der Glöckner von Notre-Dame                  | 14    | B. Aalken        | 17.480   |
| 2015          | Runer Jonsson                                | Wickie und seine Freunde                     | 18    | W. Edelmann      | 24.400   |
| 2016          | Buch: Colleen McCullough Musik: Gloria Bruni | Die Dornenvögel                              | 14    | B. Aalken        | 24.660   |
| 2016          | James Matthew Barrie                         | Peter Pan                                    | 17    | W. Edelmann      | 20.730   |
| 2017          | Jethro D. Gründer                            | Luther …im Kampf mit Gott und Teufel         | 14    | B. Aalken        | 21.522   |
| 2017          | Astrid Lindgren                              | Pippi Langstrumpf                            | 17    | W. Edelmann      | 24.751   |
| 2018          | Giovannino Guareschi                         | DON CAMILLO und PEPPONE und die jungen Leute | 14    | B. Aalken        | 20.445   |
| 2018          | Otfried Preußler                             | Die kleine Hexe                              | 16    | W. Edelmann      | 20.932   |
| 2019          | S. Aleichem                                  | ANATEVKA                                     | 15    | B. Aalken        | 20.539   |
| 2019          | Johanna Spyri                                | HEIDI das Musical                            | 16    | Judith Röser     | 24.192   |
| 2020 und 2021 | keine Aufführungen wegen Corona-Pandemie     | keine Aufführungen wegen Corona-Pandemie     |       |                  |          |
| 2022          | B. Aalken                                    | Passion                                      | 14    | B. Aalken        | 11.137   |
| 2022          | J. Radermacher und Timo Riegelsberger        | Pinocchio                                    | 17    | Judith Röser     | 20.420   |
| 2023          | Victor Hugo                                  | Les Misérables                               | 14    | B. Aaken         | 13.150   |
| 2023          | J. Radermacher und Timo Riegelsberger        | Der kleine Drache Kokosnuss                  | 15    | Philip Hager     | 22.021   |
| 2024          | Alan Jay Lerner                              | My Fair Lady                                 | 14    | B. Aalken        |          |
| 2024          | Kevin Del Aguila                             | Madagascar                                   | 16    | Philip Hager     |          |
| 2025          |                                              | Im weissen Rössl                             |       | Bernd Aalken     |          |
| 2025          | Kevin Schroeder und Heiko Wohlgemuth         | Shrek – The Musical                          |       | Philip Hager     |          |